# Glucydur
Il Glucydur è una lega di rame, berillio e ferro utilizzata prevalentemente in orologeria per la costruzione di componenti di bilancieri, cuscinetti e molle.
Il Glucydur è caratterizzato da un'elevata durezza (380 Vickers contro i 220 del nichel, utilizzato in alternativa al Glucydur per costruire bilancieri).
Inoltre il Glucydur è amagnetico, inossidabile e ha un basso coefficiente di dilatazione termica e buona lavorabilità.